# Francisco Montecillo Padilla

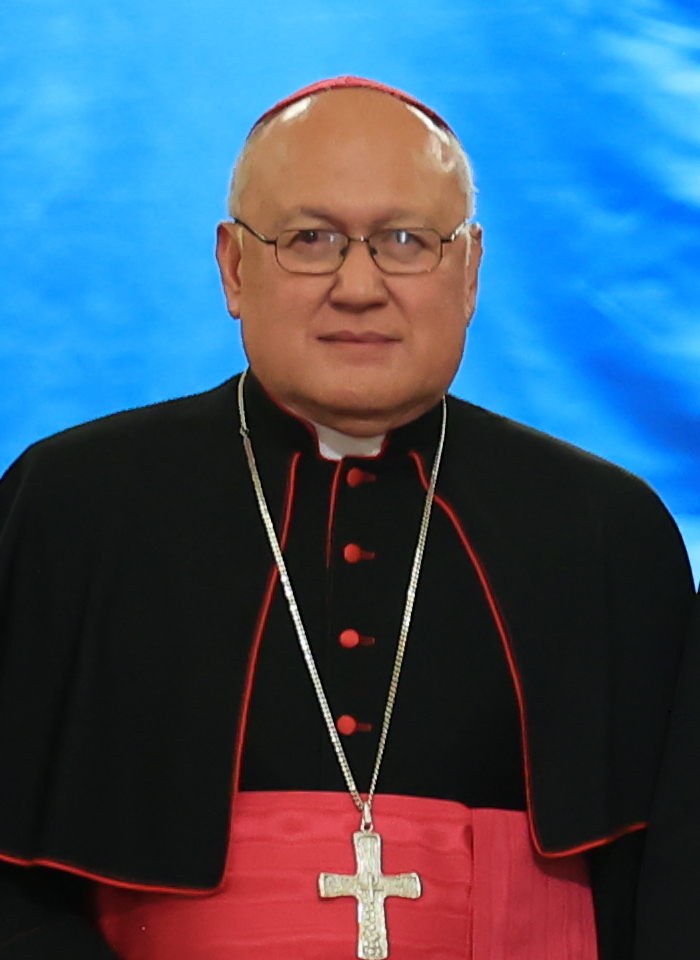
Francisco Montecillo Padilla, 2024

Francisco Montecillo Padilla (* 17. September 1953 in Cebu City) ist ein philippinischer Geistlicher, römisch-katholischer Erzbischof und Diplomat des Heiligen Stuhls.

## Leben
Francisco Montecillo Padilla empfing am 21. Oktober 1976 durch den Erzbischof von Cebu, Julio Kardinal Rosales y Ras, das Sakrament der Priesterweihe.
Am 1. April 2006 ernannte ihn Papst Benedikt XVI. zum Titularerzbischof von Nebbio und bestellte ihn zum Apostolischen Nuntius in Papua-Neuguinea und auf den Salomon-Inseln. Die Bischofsweihe spendete ihm am 23. Mai desselben Jahres der Erzbischof von Cebu, Ricardo Kardinal Vidal; Mitkonsekratoren waren der Apostolische Nuntius auf den Philippinen, Erzbischof Fernando Filoni, und der Apostolische Nuntius in Australien, Erzbischof Ambrose Battista De Paoli. Am 10. November 2011 wurde Francisco Montecillo Padilla Apostolischer Nuntius in Tansania.
Papst Franziskus ernannte ihn am 5. April 2016 zum Apostolischen Nuntius in Kuwait und zum Apostolischen Delegaten auf der Arabischen Halbinsel. Am 26. April desselben Jahres wurde er zudem zum Apostolischen Nuntius in Bahrain und den Vereinigten Arabischen Emiraten ernannt. Am 30. Juli 2016 folgte die Ernennung zum Nuntius in Jemen. Am 6. Mai 2017 wurde er außerdem zum Apostolischen Nuntius in Katar ernannt. Papst Franziskus berief ihn am 17. April 2020 zum Apostolischen Nuntius in Guatemala.